# Teorema (revista)
Teorema es una revista de filosofía fundada en Valencia (España) en 1971 por el profesor Manuel Garrido de cuya Universidad era catedrático de Lógica. Desde 1997 a 2024 Teorema se editó en Oviedo. Desde 2025 se encuentra alojada en la Universidad de Granada.

## Historia
En su primera época, Teorema se publicó sin interrupción hasta 1986. Durante este periodo, aparecieron artículos de filósofos tan notables como Noam Chomsky, Dummett, José Ferrater Mora, Juan David García Bacca, Habermas, Pears, Putnam, Karl Popper, W.V.O. Quine, Searle y Peter Frederick Strawson, entre otros. La revista organizó también un significativo número de simposios sobre una gran variedad de temas entre los que se incluyen, la filosofía científica actual en Alemania, el Tractatus de Wittgenstein, conocimiento y creencia, aspectos de la filosofía de Quine, aspectos de la filosofía de Davidson, y aspectos filosóficos y lingüísticos de la obra de Chomsky.
En diciembre de 1996, Teorema reanudó su publicación y estableció su sede en la ciudad de Oviedo. Aunque se tienen en cuenta todo tipo de artículos pertenecientes a cualquier disciplina filosófica, el propósito principal de la revista es publicar artículos originales en áreas como la lógica, la filosofía del lenguaje, la filosofía de la mente, la filosofía e historia de la ciencia, la epistemología y otras disciplinas afines. Su director en su segunda época fue el profesor Luis M. Valdés Villanueva, catedrático de Lógica y filosofía de la ciencia de la Universidad de Oviedo. Desde 2025, que pasó a ser editada en la Universidad de Granada, su directora es María José Frápolli.

## Publicación
Teorema publica actualmente dos números ordinarios anuales (abril y noviembre), además de un número monográfico adicional cada año. La revista utiliza el sistema de publicación continua online first y sus números incluyen artículos, simposios, reseñas, notas críticas y debates. Publica regularmente números monográficos dedicados tanto a temas específicos (escepticismo, filosofía de la tecnología, derechos de los animales, auto-engaño, conciencia fenoménica y naturalismo, la mente animal, autoconocimiento, etc.) como a autores (John Searle, John McDowell, Charles Darwin, etc). 
Teorema se encuentra indexada, entre otras, en las siguientes bases de datos bibliográficas: Arts and Humanities Citation Index, Current Contents/Arts and Humanities, ISI, Jstor, Philosopher's Index, Repertoire bibliografique de la Philosophie, SCOPUS, ISOC y RESH, y Latindex. Teorema ha sido declarada "revista de excelencia" por FECYT (Fundación española para la ciencia y la tecnología), organismo dependiente del Ministerio español de Ciencia e Innovación. Los contenidos de Teorema pueden consultarse libremente en Dialnet.